# El chico de Gävle
Johan Johansson Griis (1663 – noviembre de 1676), normalmente conocido como el chico de Gävle, fue un niño sueco recordado como destacado testigo en juicios por brujería y por su sustancial responsabilidad en los juicios por brujería de Estocolmo de 1676.

## Trasfondo
Griis era hijo de un zapatero de la ciudad de Gävle en Gästrikland. Había ido a vivir con parientes en Estocolmo en 1675 a la edad de doce años, después de haber quedado huérfano al haber acusado a su madre viuda Karin Nilsdotter Griis provocando así su ejecución, reclamando que lo había secuestrado para el sabbat de Satanás en Blockula (Blåkulla) donde lo habrían abusado sexualmente.

## Inspirando la caza de brujas
En Estocolmo, se hizo conocido como el testigo estrella del juicio de Gävle y todo el mundo quería oír sobre sus presuntas visitas a Blockula. Les contó muchas historias sobre el sabbat de Satán, cada cual más fantástica y emocionante que la anterior, y reunió a más y más personas a su alrededor, incluyendo adultos, convirtiéndose pronto en una auténtica celebridad y considerado un experto en brujas y hechicería. Cuando las personas le preguntaron si había visto cualquier cosa sospechosa en Estocolmo, insinuó que sí. Llegó a ser considerado un experto en brujas y secuestros a Blockula; los adultos lo consultaban, y podía desmayarse y fingir ser atacado por espectros de brujas públicamente.
Pronto, otros niños y adolescentes, inspirados en sus historias, empezaron a reclamar que habían sido secuestrados y llevados a Satanás también, y los padres en la congregación de Catharina (Katarina) se preocuparon. Estalló una histeria de brujas, y los padres empezaron a reunir a sus niños en casas donde les podrían vigilar y protegerles de ser secuestrados. Después de una de esas noches, en que creyeron haber sido atacados por las brujas, el sacerdote de la congregación entregó al alcalde un petición firmada por los padres, implorando a las autoridades que investigaran para proteger a sus hijos.

## Ante el tribunal
Durante el proceso, el chico de Gävle y otros niños fueron interrogados. Cuando se interrogó al chico de Gävle, de repente cambió su testimonio sorprendentemente; no fue la bruja Brita Zippel la que le había secuestrado a él y a las dos sirvientas adolescentes de Myra, Annika y Agnes, sino él mismo. Durante la ejecución de su madre, "su espíritu" se habría apoderado de él, y a partir de entonces, se convirtió en brujo y fue capaz de adoptar la forma de Brita Zippel y llevar niños a Blockula él mismo. Fue entonces sentenciado a ser decapitado y luego quemado por brujo, aunque esta sentencia parece haber sido una manera de mantenerle aparte; las autoridades seculares no deseaban un juicio por brujería en Estocolmo.

## Seguidores
Pero ahora se creó una comisión especial para examinar y juzgar brujas, y muchas mujeres fueron juzgadas y ejecutadas en base a los testimonios de niños que afirmaban haber sido secuestrados y llevados a Satanás por ellas. El chico de Gävle había empezado todo esto, y los niños eran ahora dirigidos por las chicas adolescentes Lisbeth Carlsdotter y las sirvientas de Myra, Annika y Agnes. Durante el proceso, el tribunal le preguntó al chico de Gävle si el Diablo estaba molesto y él testificó que sí.
Durante todos estos acontecimientos, el chico de Gävle fue descrito como triunfante; no estaba temeroso, ni siquiera cuando fue sentenciado a muerte, pero parecía feliz de ser el centro de atención. No era demente o estúpido; más bien inteligente, se cree actualmente que probablemente era un mentiroso patológico.

## Exposición
Después de la ejecución de Malin Matsdotter, sin embargo, los jueces empezaron a cambiar su método de interrogatorio: hasta ese momento, habían escrito el testimonio de los niños durante el primer interrogatorio, y durante el juicio sencillamente les pedían que lo confirmaran. Ahora en cambio, les preguntaron a los niños que repitieran su testimonio y quedaron horrorizados al descubrir que todos los testimonios cambiaban cada vez, incluyendo el del chico de Gävle. Durante estos juicios, los niños, obligados a repetir sus testimonios, se derrumbaron bajo la nueva presión. Cuando una de las acusadas, Margareta Remmer, que había desafiado el orden social por, como huérfana pobre, haberse casado con el rico capitán Remmer, le preguntó a la niña que testificaba: "Piensa, chica, fue eso lo que viste realmente? Esta es una pregunta de mi vida", la niña se derrumbó. 
Lisbeth Carlsdotter y las sirvientas de Myra se comportaron de una manera que socavó su credibilidad a ojos de las autoridades; durante una ejecución, muchos testigos oyeron decir a Lisbeth Carlsdotter a las sirvientas de Myra: "Si fuera por mí, pronto solo quedarían tres mujeres en esta ciudad!". Durante un juicio, dijo: "Incluso los condes saben quién es Lisbeth Carlsdotter - quién demonios eres tu?", y durante un testimonio, cometió el error de intentar acusar a la condesa De la Gardie, a la princesa María Eufrosina de Pfalz, tía del rey y esposa del Señor Gran Canciller Magnus Gabriel De la Gardie, y a su cuñada María Sofía De la Gardie, de brujería. Acusaciones de ese tipo contra tales personas nunca podrían ser aceptadas, y el resultado fue la destrucción de su credibilidad como testigo.   
Muchos de los infantes testigos empezaron a decir que el chico de Gävle, Lisbeth Carlsdotter y las sirvientas de Myra, les habían dicho qué debían decir.

## Consecuencias
Este fue el final de los juicios por brujería en toda Suecia; en 1677, el gobierno ordenó a los sacerdotes del país que pusieran fin a todas las acusaciones de hechicería al declarar que el país estaba de ahora en adelante y para siempre libre de brujas. El resto de las presuntas brujas en Estocolmo fueron puestas en libertad, y los jueces decidieron que los niños testigos debían ser azotados y los testigos principales, las adolescentes sirvientas de Myra, debían ser ejecutadas por falso testimonio. El chico de Gävle, todo ese tiempo en prisión aguardando la ejecución, todavía tenía que ser ejecutado, ya no por hechicería, sino por falso testimonio. 
Fue ejecutado en la horca a la edad de trece años en noviembre de 1676, seguido de Lisbeth Carlsdotter y las sirvientas de Myra, el 20 de diciembre de 1676.